# ديبورا روبرتسون
ديبورا روبرتسون (بالإنجليزية: Deborah Robertson)‏ (1959 في أستراليا)؛ روائية أسترالية.